# Hans Andén
Hans Anders Andén, född 13 mars 1928 i Uppsala, är en svensk diplomat.

## Biografi
Andén är son till överste Anders Andén och Dea, född Bendz. Han tog juris kandidatexamen i Uppsala 1953 och tjänstgjorde vid Utrikesdepartementet (UD) från 1954 med placering i Stockholm, Moskva, London, Karachi, Tunis, Leningrad och Helsingfors. Andén var ambassadör i Sofia 1981–1985, departementsråd vid UD 1985–1990 och ambassadör i Wellington 1991–1993.
Andén gifte sig 1960 med Rhoda Grey (född 1940), dotter till ingenjören Donald Grey och Margaret Grey.